# ویشانو
ویشانو (به ایتالیایی: Visciano) یک کومونه در ایتالیا است که در استان ناپل واقع شده‌است. ویشانو ۱۰٫۹ کیلومتر مربع مساحت و ۴٬۶۰۷ نفر جمعیت دارد.

## خواهرخوانده
شهر Gerena خواهرخواندهٔ ویشانو هست.